# مکزیکو (ایندیانا)
مکزیکو (به انگلیسی: Mexico) یک منطقهٔ مسکونی در ایالات متحده آمریکا است که در شهرستان میامی، ایندیانا واقع شده‌است. مکزیکو ۱۴٫۲ کیلومتر مربع مساحت و ۸۳۶ نفر جمعیت دارد و ۲۱۴ متر بالاتر از سطح دریا واقع شده‌است.